# Dierks Bentley
Pour les articles homonymes, voir Bentley.
Dierks Bentley (né le 20 novembre 1975 à Phoenix, Arizona) est un chanteur de musique country américain.
Il est signé chez Capitol Records Nashville depuis ses débuts en 2003. Il sort son premier album Dierks Bentley qui sera suivi en 2005 de Modern Day Drifter, certifié disque de platine aux États-Unis. Son troisième album Long Trip Alone sortira en 2006 et sera quant à lui certifié disque d'or. L'artiste a sorti en 2008 un album de ses meilleurs titres.
Son cinquième album Feel That Fire est sorti en février 2009.
En 2010 il sort "Up On The Ridge" accompagné entre autres par Chris Thile et les Punch Brothers, Alison Krauss et Kris Kristofferson.

## Discographie

### Albums studio
| Année | Album                                         | Positions  | Positions | Positions        | Positions | Certifications |
| Année | Album                                         | US Country | US        | CAN Country      | CAN       | Certifications |
| ----- | --------------------------------------------- | ---------- | --------- | ---------------- | --------- | -------------- |
| 2001  | Don't Leave Me in Love - Label: Dangling Rope | —          | —         | —                | —         |                |
| 2003  | Dierks Bentley - Label: Capitol Nashville     | 4          | 26        | *                | —         | - US: Platinum |
| 2005  | Modern Day Drifter - Label: Capitol Nashville | 1          | 6         | *                | —         | - CAN: Gold    |
| 2006  | Long Trip Alone - Label: Capitol Nashville    | 1          | 5         | *                | 37        | - US: Gold     |
| 2009  | Feel That Fire - Label: Capitol Nashville     | 1          | 3         | 2                | 26        |                |
| 2012  | Home - Label: Capitol Nashville               | -          | -         | -2018 : Mountain | -         |                |

### Compilation
| Année | Album                                                                  | Positions  | Positions | Positions   | Positions |
| Année | Album                                                                  | US Country | US        | CAN Country | CAN       |
| ----- | ---------------------------------------------------------------------- | ---------- | --------- | ----------- | --------- |
| 2008  | Greatest Hits/Every Mile a Memory 2003-2008 - Label: Capitol Nashville | 2          | 9         | 4           | 36        |

## Singles
| Année | Single                               | Positions, | Positions, | Positions, | Positions,  | Positions, | RIAA | Album              |
| Année | Single                               | US Country | US         | US Pop     | CAN Country | CAN        | RIAA | Album              |
| ----- | ------------------------------------ | ---------- | ---------- | ---------- | ----------- | ---------- | ---- | ------------------ |
| 2003  | "What Was I Thinkin'"                | 1          | 22         | —          | *           | —          | Gold | Dierks Bentley     |
| 2003  | "My Last Name"                       | 17         | 102        | —          | *           | —          | —    | Dierks Bentley     |
| 2004  | "How Am I Doin'"                     | 4          | 49         | —          | 20          | —          | —    | Dierks Bentley     |
| 2005  | "Lot of Leavin' Left to Do"          | 3          | 47         | 91         | 1           | —          | —    | Modern Day Drifter |
| 2005  | "Come a Little Closer"               | 1          | 31         | 56         | 3           | —          | Gold | Modern Day Drifter |
| 2006  | "Settle for a Slowdown"              | 1          | 42         | 78         | 3           | —          | —    | Modern Day Drifter |
| 2006  | "Every Mile a Memory"                | 1          | 48         | 95         | 2           | —          | —    | Long Trip Alone    |
| 2006  | "Long Trip Alone"                    | 10         | 66         | 93         | 10          | —          | —    | Long Trip Alone    |
| 2007  | "Free and Easy (Down the Road I Go)" | 1          | 46         | —          | 2           | 59         | —    | Long Trip Alone    |
| 2008  | "Trying to Stop Your Leaving"        | 5          | 73         | —          | 13          | —          | —    | Long Trip Alone    |
| 2008  | "Feel That Fire"                     | 1          | 32         | —          | 2           | 54         | —    | Feel That Fire     |
| 2009  | "Sideways"                           | 1          | 35         | —          | 4           | 63         | —    | Feel That Fire     |
| 2009  | "I Wanna Make You Close Your Eyes"   | 36         |            |            |             |            |      | Feel That Fire     |